# 都築響一
都築 響一（つづき きょういち、1956年1月31日 - ）は、日本の写真家、編集者、ジャーナリスト。東京都出身。

## 経歴
麹町小学校、麹町中学校卒業。小・中ではジャーナリスト保坂展人と同級であった。高校卒業後、上智大学文学部英文学科（アメリカ文学専攻）へ進み、在学中から現代美術・デザイン分野でライター活動を開始、『POPEYE』の創刊にも携わった。卒業後はフリーランスの編集者として『POPEYE』『BRUTUS』（マガジンハウス）などで活躍する。その後、それまであまり被写体にされなかった東京の生活感あふれる居住空間を撮り『TOKYO STYLE』（京都書院、後に筑摩書房刊）としてまとめ、写真家として活動を始める。
日本各地に散在する秘宝館や村おこし施設など悪趣味な珍スポットを追う写真ルポルタージュ『珍日本紀行』が雑誌SPA!に掲載され、写真集『ROADSIDE JAPAN 珍日本紀行』（アスペクト、後に筑摩書房）としてまとめられ、第23回木村伊兵衛写真賞受賞。
写真家としての活動を続ける一方、『TOKYO STYLE』同様、無名の人たちが作ったデザイン（暴走族、デコトラ、ラブホテルなど）を集めた「STREET DESIGN FILE」シリーズ（アスペクト刊）や、詩（死刑囚の辞世の句、寝たきり老人の独語、暴走族の特攻服のように詩と呼ばれなかったものなど）を集めた『夜露死苦現代詩』（新潮社）を出版するなど編集者としての活動も続けている。
また、2001年には『珍日本紀行』で撮影しその後閉館した元祖国際秘宝館・鳥羽館の展示物を現代美術国際展横浜トリエンナーレで展示した。
2007年、日本全国のパワフルな、そして一風変わった老人達を集めた『巡礼～珍日本超老伝～』（双葉社）、2009年、民俗学者田中忠三郎が収集した農民衣を撮影した『BORO　つぎ、はぎ、いかす。青森のぼろ布文化』（アスペクト）を刊行。
これらの活動を見て分かるように、それまで光が当てられることのなかった無名の人々の生活を通して、現代の日本社会を描いている。
2012年1月から会員制の有料メルマガ「ROADSIDERS' weekly」をスタート。いままで雑誌では掲載できなかったような取材対象にもスポットをあてた新たな活動を始める。

## テレビ出演

### バラエティ
- 『タモリ倶楽部』（テレビ朝日、お酒、酒場に関する回には不定期で出演)

### テレビドラマ
- 『まほろ駅前番外地』第4話（テレビ東京、2月1日） - スペシャルサンクス

## ネット出演
- 『スナック芸術丸』（DOMMUNE、2010年3月14日-） - レギュラープログラム。

## 著作

### 写真集
- 『TOKYO STYLE』（1997年、改訂版1999年、京都書院）ISBN 4763615106
  - 増訂版（2003年、ちくま文庫）ISBN 4480038094
- 『ROADSIDE JAPAN - 珍日本紀行』（1996年、アスペクト）ISBN 489366641X　（→珍スポット）
  - 増訂版（2000年、ちくま文庫・2分冊）「東日本編」 ISBN 4480035915、「西日本編」 ISBN 4480035923
- 『精子宮:鳥羽国際秘宝館・SF未来館のすべて』（2001年、アスペクト）ISBN 4757208340
- 『賃貸宇宙UNIVERSE for RENT』（2001年、筑摩書房）ISBN 4480877339
  - 改訂版（2005年、ちくま文庫 上・下）ISBN 4480421653／ISBN 4480421661。上・下巻組 ISBN 4480421645
- 『IMAGE CLUB』（2003年、アムズ・アーツ・プレス）ISBN 4946483799　（→イメージクラブ）
- 『珍世界紀行』（2004年、筑摩書房）ISBN 4480876170。「珍世界紀行　ヨーロッパ編」ちくま文庫、2009年
- 『秘宝館』（2009年　アスペクト） ISBN 4757216696
- 『BORO』つぎ、はぎ、いかす。青森のぼろ布文化（2009年、アスペクト） ISBN 9784757215962
- 『ROADSIDE USA　珍世界紀行　アメリカ編』 (2010年 アスペクト) ISBN 9784757218093
- 『IDOL STYLE』（2021年、双葉社）ISBN 978-4-575-31553-0

### 「STREET DESIGN FILE」シリーズ
（アスペクト刊）
- 『Hell on Wheels（暴走族の改造単車コレクション）』（2000年）ISBN 4757207794　（→暴走族）
- 『Rosso ITALIANO（カンパリ色のイタリア）』（2000年）ISBN 4757208014　（→カンパリの広告）
- 『Portable ECSTACY（オトナのおもちゃ箱）』（2000年）ISBN 4757208049　（→大人のおもちゃ）
- 『Cruising KINGDOM（アートトラック・疾走の玉座）」』（2000年）ISBN 4757208022　（→デコトラ）
- 『Souvenirs from HELL（香港式・冥土のみやげ）』（2000年）ISBN 4757208030　（→香港の副葬品）
- 『City of GIANTS（看板都市マドラス）』（2000年）ISBN 4757208006　（→マドラスの映画の看板）
- 『FROZEN BEAUTIES（日本映画黄金時代のスティル・フォトグラフィ）』 （2000年）ISBN 475720776X　（→スチル写真）
- 『LUCHA MASCARADA（メキシカン・プロレスと仮面と肖像）』（2000年）ISBN 4757207786　（→ルチャリブレ）
- 『Nightmare in Bangkok（タイの週刊誌を飾った原色表紙画集）』（2000年）ISBN 4757207808　（→タイの週刊誌）
- 『Planet MAO（文化大革命のグラフィック・パワー）』（2000年）ISBN 4757207174　（→毛沢東、文化大革命）
- 『Buried SPIRIT（死を飾るガーナの棺）』（2000年）ISBN 4757207166　（→ガーナの棺桶）
- 『The German SOUL（小人の国）』（2000年）ISBN 4757207182
- 『Instant FUTURE（大阪万博あるいは1970年の白昼夢）』（2000年）ISBN 4757207158　（→日本万国博覧会）
- 『Generation SEX（ピンク映画のポスター世界）』（2000年）ISBN 475720714X　（→ピンク映画のポスター）
- 『Voice of AFRICA（南アフリカの偽装ラジオ）』（2000年）ISBN 4757207778　（→南アフリカのラジオ）
- 『Spaghetti EROTICO（イタリア式エログロ漫画館）』（2001年）ISBN 4757208154　（→イタリアのエロマンガ）
- 『Satellite of LOVE（ラブホテル・消えゆく愛の空間学）』（2001年）ISBN 4757208162　（→ラブホテル）
- 『Dancing SKELTON（「死者の日」はメキシコで）』（2001年）ISBN 4757208189　（→死者の日）
- 『Rock’n’ Roll CATS（なめネコのいた町）』（2001年）ISBN 4757208170　（→なめ猫）
- 『Techno SCULPTURE（ゲームセンター美術館）』（2001年）ISBN 4757208197　（→ゲームセンター）

### その他
- 『ローカル Roadside Japan』（2001年、アスペクト）ISBN 4757208359　（大竹伸朗、北川一成と共著）
- 『東京するめクラブ 地球のはぐれ方』（2004年、文藝春秋）ISBN 416366470X　（村上春樹、吉本由美と共著）
- 『フランスゴシックを仰ぐ旅』（2005年、新潮社 とんぼの本）ISBN 4106021226　（木俣元一と共著）
- 『性豪 安田老人回想録』（安田義章述、2006年、アスペクト）ISBN 4757213158
- 『夜露死苦現代詩』（2006年、新潮社）ISBN 4103014318。ちくま文庫、2010年
- 『バブルの肖像』（2006年、アスペクト）ISBN 4757212860

（バブル景気の痕跡をたどる週刊朝日連載。ジュリアナ東京、ボジョレ・ヌーボー、アッシーくん、ゴルフ会員権、地上げ、1億円ふるさと創生交付金、チバリーヒルズ、ボディコン、私をスキーに連れてって、企業メセナ、宮崎シーガイア、「ゴッホのひまわり」、CIブーム、E電、ハウステンボス、テーマパーク、ホンダ・NSX、地方博ブーム、エンパイアステートビル＆ロックフェラーセンター買収など）
- 『巡礼～珍日本超老伝～』（2007年、双葉社）ISBN 4575299553。ちくま文庫、2011年
- 『だれも買わない本は、だれかが買わなきゃならないんだ』（2008年、晶文社）ISBN 978-4794967237
- 『ヒップホップの詩人たち』（2013年、新潮社）ISBN 978-4103014324

「新潮」に連載したヒップホップ・ミュージシャンたちのインタビュー集。取り上げられているミュージシャンは、田我流、NORIKIYO、鬼、ZONE THE DARKNESS、小林勝行、B.I.G.JOE、レイト、チプルソ、ERA、志人、RUMI、ANARCHY、TWIGY、TOKONA-X、ILL-BOSSTINO（THA BLUE HERB）
- 『独居老人スタイル』（2013年、筑摩書房）ISBN 978-4480878700。ちくま文庫、2019年12月 ISBN 448043626X
- 『圏外編集者』（2015年、朝日出版社。ちくま文庫、2022年5月